# Blaise-sous-Arzillières
Blaise-sous-Arzillières település Franciaországban, Marne megyében. Lakosainak száma 318 fő (2022. január 1.). Blaise-sous-Arzillières Arzillières-Neuville, Bignicourt-sur-Marne, Châtelraould-Saint-Louvent, Courdemanges, Frignicourt, Norrois és Les Rivières-Henruel községekkel határos.

## Népesség
A település népességének változása:
| Lakosok száma | 508  | 414  | 396  | 361  | 335  | 341  | 342  | 330  | 324  | 318  |
|               | 1968 | 1982 | 1990 | 2006 | 2013 | 2015 | 2017 | 2019 | 2020 | 2022 |